# Чаншаская библиотека
Чаншаская библиотека (кит. упр. 长沙图书馆, пиньинь Chángshā Túshūguǎn) — публичная библиотека, расположенная в районе Кайфу городского округа Чанша провинции Хунань. Чаншаская библиотека насчитывает более 1 миллиона единиц хранения включая 31 тысячу газет, 42 тысячи аудиовизуальных литератур, 8 900 древних книг и 13 тысяч местных документов.

## История
Чаншская Библиотека была образована в 1960 году на базе читального зала Чаншаского дворца молодёжи.

В декабре 2015 года новое здание Чаншаской библиотеки было официально открыто для публики. Занимая площадь 31 300 квадратных метров (0,012 кв. миль), в нем пять этажей.
1. ↑  概况 (кит. упр.)